# Radiospongilla amazonensis
Radiospongilla amazonensis är en svampdjursart som beskrevs av Volkmer och Adriano O. Maciel 1993. Radiospongilla amazonensis ingår i släktet Radiospongilla och familjen Spongillidae.
Artens utbredningsområde är havet utanför Brasilien. Inga underarter finns listade i Catalogue of Life.